# Арнолд Брешански
Арнолд Брешански (на италиански: Arnaldo da Brescia) (ок. 1100 – 18 юни 1155) – италиански религиозен, политически и обществен деец. Борец за реформи в католическата църква. Един от идейните вождове на римската република през 1145 – 55 г.

## Биография
Роден е в Бреша. Като младеж прекарва няколко години във Франция, където става ученик на Пиер Абелар. След завръщането си в Бреша той вече е свещеник и оглавява борбата на гражданите против местния владетел-епископ. Затова на Втория Латерански събор е лишен от длъжност и изгонен от Италия. Озовал се отново във Франция, той повежда ожесточена борба заедно с Абелар срещу висшата йерархия в църквата, чийто лидер е Бернар дьо Клерво.
Арнолд от Бреша проповядва, че духовенството не трябва да притежава богатство и светска власт. Той обвинява папата, епископи, абати в лукс, разврат и симония, че са отдадени на грабеж и убийство. Идеалът на Арнолд от Бреша бил първоначалното християнство на бедната, но непорочна църква.
През 1140 г. папа Евгений III осъжда възгледите на Абелар и Арнолд като еретически и заповядва и двамата да се заточат манастир, а книгите им да се изгорят. Арнолд е принуден да напусне Франция и прекарва няколко години в Цюрих, където продължава да проповядва учението си. От Цюрих той е бил изгонен по настояване на Бернар от Клерво. Оказвайки се в това окаяно положение, Арнолд Брешански били принуден да се върне при папа Евгений III и да поиска прошка, като дава клетва за вярност към църквата. Така той се озовава в Рим, където жителите му през 1143 г. въстават срещу папата и провъзгласяват града за република.
В Рим Арнолд отново започва да проповядва и се радва на огромна популярност сред жителите му. Той не заема никакви официални постове в ръководството на римската република и именно заради това става неин фактически лидер и идеолог. Така се превръща в един от основните противници на прогонения от града папа. През 1155 г. Арнолд е изгонен от Рим и избягва в северната част на Италия. Там той е заловен от Фридрих I Барбароса по молба на папата. В Рим Арнолд Брешански е предаден на папа Адриан IV и на 18 юни 1155 г. е екзекутиран. Той е обесен, след това тялото му е изгорено и пепелта е хвърлена в река Тибър.